# Lijst van voetbalinterlands Andorra - Bosnië en Herzegovina
Deze lijst van voetbalinterlands is een overzicht van alle officiële voetbalwedstrijden tussen de nationale teams van Andorra en Bosnië en Herzegovina. De landen hebben tot op heden twee keer tegen elkaar gespeeld. De eerste ontmoeting, een kwalificatiewedstrijd voor het Europees kampioenschap voetbal 2016, werd gespeeld in Andorra la Vella op 28 maart 2015. Het laatste duel, de returnwedstrijd in dezelfde kwalificatiereeks, vond plaats op 6 september 2015 in Zenica.

## Wedstrijden
| № | Plaats           | Datum            | Competitie           | Wedstrijd                       | Uitslag |
| - | ---------------- | ---------------- | -------------------- | ------------------------------- | ------- |
| 1 | Andorra la Vella | 28 maart 2015    | EK 2016 kwalificatie | Andorra − Bosnië en Herzegovina | 0 − 3   |
| 2 | Zenica           | 6 september 2015 | EK 2016 kwalificatie | Bosnië en Herzegovina − Andorra | 3 − 0   |

## Samenvatting
| Competitie      | Totaal gespeeld | Winst Andorra | Gelijk | Winst Bosnië en Her. | Doelsaldo Andorra – Bosnië en Herz. |
| --------------- | --------------- | ------------- | ------ | -------------------- | ----------------------------------- |
| EK-kwalificatie | 2               | 0             | 0      | 2                    | 0 − 6                               |
| Totaal          | 2               | 0             | 0      | 2                    | 0 − 6                               |

Wedstrijden bepaald door strafschoppen worden, in lijn met de FIFA, als een gelijkspel gerekend.

## Details

### Eerste ontmoeting
| EK 2016 kwalificatie (Andorra la Vella, Andorra, 28 maart 2015): |              | |
| Andorra | 0 – 3        | Bosnië en Herzegovina |
| | goals        | 13' Edin Džeko 49' Edin Džeko 62' Edin Džeko |
| Koldo Álvarez | bondscoach   | Mehmed Baždarević |
| Ferran Pol Ildefons Lima Víctor Rodríguez Óscar Sonejee Marc Vales Marc García Renom Moisés San Nicolás Marcio Vieira Iván Lorenzo 85' Ludovic Clemente 54' Sebastiàn Gómez 59'  | opstellingen | Asmir Begović Emir Spahić Mensur Mujdža Ervin Zukanović 73' Ognjen Vranješ Muhamed Bešić Miralem Pjanić 77' Senad Lulić 67' Vedad Ibišević Edin Džeko Edin Višća |
| Cristian Martínez 54' Gabi Riera 59' Jordi Rubio 85' | wissels      | 67' Milan Đurić 73' Edin Cocalić 77' Haris Medunjanin |
| Marcio Vieira 9' Ludovic Clemente 25' | gele kaarten | 9' Ognjen Vranješ |
| - Debuut van Edin Cocalić (KV Mechelen) en Milan Đurić (AC Cesena) voor Bosnië en Herzegovina. - Eerste interland van Bosnië en Herzegovina onder leiding van Mehmed Baždarević. |              | |

### Tweede ontmoeting
| EK 2016 kwalificatie (Zenica, Bosnië en Herzegovina, 6 september 2015):                                                                                      |              | |
| Bosnië en Herzegovina | 3 – 0        | Andorra |
| Ermin Bičakčić 14' Edin Džeko 30' Senad Lulić 45' | goals        | |
| Mehmed Baždarević | bondscoach   | Koldo Álvarez |
| Asmir Begović Emir Spahić Toni Šunjić Muhamed Bešić Ermin Bičakčić Sead Kolašinac 79' Miralem Pjanić 45' Senad Lulić Vedad Ibišević Edin Džeko 67' Ermin Zec | opstellingen | Ferran Pol Ildefons Lima Óscar Sonejee Marc García Renom Moisés San Nicolás Víctor Rodríguez Marcio Vieira 81' Josep Ayala 87' Gabi Riera Marc Rebés 76' Cristian Martínez |
| Anel Hadžić 45' Milan Đurić 67' Mario Vrančić 79' | wissels      | 76' Aaron Sánchez 81' Edu Peppe 87' Leo Alves |
| Vedad Ibišević 21' Anel Hadžić 66' | gele kaarten | 53' Cristian Martínez 63' Josep Ayala 71' Marc Rebés |
| Muhamed Bešić , 63' | rode kaarten | , 64' Víctor Rodríguez |
| - Debuut van Mario Vrančić (SV Darmstadt 98) voor Bosnië en Herzegovina.                                                                                     |              | |

FAF · A-internationals · Statistieken · Bondscoaches · Andorrees vrouwenelftal · Andorra U21 · Andorra U20 · Andorra U19 · Andorra U18 · Andorra U17 · Andorra U16
1990 – 1999 · 2000 – 2009 · 2010 – 2019 · 2020 − 2029
1996 · 1997 · 1998 · 1999 · 2000 · 2001 · 2002 · 2003 · 2004 · 2005 · 2006 · 2007 · 2008 · 2009 · 2010 · 2011 · 2012 · 2013 · 2014 · 2015 · 2016 · 2017 · 2018 · 2019 · 2020 · 2021 · 2022 · 2023 · 2024
Albanië ·
Armenië ·
Azerbeidzjan ·
België ·
Bolivia ·
Bosnië en Herzegovina ·
Brazilië ·
Bulgarije ·
China ·
Cyprus ·
Engeland ·
Equatoriaal-Guinea ·
Estland ·
Faeröer ·
Finland ·
Frankrijk ·
Gabon ·
Georgië ·
Gibraltar ·
Grenada ·
Hongarije ·
Ierland ·
IJsland ·
Indonesië ·
Israël ·
Kaapverdië ·
Kazachstan ·
Kosovo ·
Kroatië ·
Letland ·
Liechtenstein ·
Litouwen ·
Malta ·
Moldavië ·
Nederland ·
Noord-Ierland ·
Noord-Macedonië ·
Oekraïne ·
Oostenrijk ·
Polen ·
Portugal ·
Qatar ·
Roemenië ·
Rusland ·
Saint Kitts en Nevis ·
San Marino ·
Slowakije ·
Spanje ·
Tsjechië ·
Turkije ·
Verenigde Arabische Emiraten ·
Wales ·
Wit-Rusland ·
Zuid-Afrika ·
Zwitserland
N/FS BiH · A-internationals · Bondscoaches · Statistieken · Bosnisch vrouwenelftal · Bosnië U23 · Bosnië U21 · Bosnië U19 · Bosnië U18 · Bosnië U17 · Bosnië U16
1995 – 1999 ·
2000 – 2009 ·
2010 – 2019 ·
2020 − 2029
WK 2014
1995 · 
1996 · 
1997 · 
1998 · 
1999 · 
2000 · 
2001 · 
2002 · 
2003 · 
2004 · 
2005 · 
2006 · 
2007 · 
2008 · 
2009 · 
2010 · 
2011 · 
2012 · 
2013 · 
2014 · 
2015 · 
2016 · 
2017 · 
2018 ·
2019 ·
2020 ·
2021 ·
2022 ·
2023 ·
2024
Albanië ·
Algerije ·
Andorra ·
Argentinië ·
Armenië ·
Azerbeidzjan ·
Bahrein ·
Bangladesh ·
België ·
Brazilië · 
Bulgarije ·
Chili ·
China ·
Costa Rica ·
Cyprus ·
Denemarken ·
Duitsland ·
Egypte ·
Engeland ·
Estland ·
Faeröer ·
Finland ·
Frankrijk ·
Georgië ·
Ghana ·
Gibraltar ·
Griekenland ·
Hongarije ·
Ierland · 
IJsland ·
Indonesië ·
Iran ·
Israël ·
Italië ·
Ivoorkust ·
Japan ·
Joegoslavië · 
Jordanië ·
Kazachstan ·
Koeweit ·
Kroatië ·
Letland ·
Liechtenstein ·
Litouwen ·
Luxemburg ·
Maleisië ·
Malta ·
Mexico ·
Moldavië ·
Montenegro ·
Nederland ·
Nigeria ·
Noord-Ierland ·
Noord-Macedonië ·
Noorwegen ·
Oekraïne ·
Oezbekistan ·
Oman ·
Oostenrijk ·
Paraguay ·
Polen ·
Portugal ·
Qatar ·
Roemenië ·
San Marino ·
Schotland ·
Senegal ·
Servië en Montenegro ·
Slovenië ·
Slowakije ·
Spanje ·
Tsjechië ·
Tunesië · 
Turkije ·
Verenigde Staten · 
Vietnam ·
Wales ·
Wit-Rusland ·
Zimbabwe ·
Zuid-Korea ·
Zweden ·
Zwitserland
Argentinië (2014) ·
Iran (2014) ·
Nigeria (2014)